# Weiße Hirscher Gangzug
Der am Herzberg bei Goslar im Harz in unmittelbarer Nähe des Erzbergwerkes Rammelsberg verlaufende Weiße-Hirscher-Gangzug wurde bei der Suche nach Erzlagern des Rammelsbergtypus in den 1960er bis 1970er Jahren taub angetroffen. Im 16. bis 19. Jahrhundert wurden mehrfach Versuche unternommen, Blei- und Kupfererze auf dieser zu den Oberharzer Erzgängen zählenden Gangstörung aufzuschließen. Seinen Namen erhielt der Gangzug von der Grube Weißer Hirsch bzw. dem Weiße Hirscher Revier.

## Verlauf (projiziert auf die Tagesoberfläche)
Anscharung mit dem Gegentaler Gangzug am Wittenberg. Wittenberg – Schäderbaude – Borbachsbachtal – Südwestspitze Granetalsperre – Wethberg – Hessenkopf – Gosewasserfall (Aufblätterungszone mit bis zu fünf Parallelgängen bis zum Kindertal) – Kinderbrunnen – Giengelsberg – Brautsberg – Okertal (Adlerklippen – Ziegenrücken-Klippe) – Teufelstal.
Eintritt in den Okergranit.

## Paragenese, Besonderheiten
Die Gangausfüllung besteht hauptsächlich aus Calcit und Quarz. Vereinzelt kommt Ankerit mit wenig Galenit und Sphalerit vor.

## Aufschlüsse
Der Weiße Hirscher Gangzug wurde beim Bau des Oker-Grane-Stollens zwischen Stollenmeter 730 und 763 überfahren.

## Bergbaugeschichtlicher Überblick
Am bekanntesten war die Grube Weißer Hirsch am Herzberg mit Schacht und dem Tiefen und Oberen Stollen. Der Tiefe Stollen dient heute als Fledermausquartier. Weiterhin bestanden mit dem Kindertaler, dem Herzberger und dem Haus Herzberger Suchort kurze Stollen zur Untersuchung des Gangzuges. Pingen und Halden deuten auch auf bergbauliche Aktivitäten im Wintertal und Granetal hin.